# Pagar Puding Lamo
Pagar Puding Lamo is een bestuurslaag in het regentschap Tebo van de provincie Jambi, Indonesië. Pagar Puding Lamo telt 1485 inwoners (volkstelling 2010).